# Ferdinand von Schirach
Ferdinand Benedikt von Schirach (München, 1964. május 12. –) német jogász és író. Első novelláit negyvenöt éves korában publikálta. Röviddel ezután Németország egyik legsikeresebb írója lett. Könyvei, amelyeket több mint 35 nyelvre fordítottak le, világszerte több millió példányban keltek el, és „a német irodalom nemzetközileg ünnepelt csillagává” tették.

## Élete és munkája
Schirach Münchenben született. A müncheni üzletember Robert Benedict Wolf von Schirach (1938-1980) és felesége Elke (született Fähndrich, 1942/1943, férjezett 1962, elvált 1970) fia, a szorb (nyugati szláv) Schirach nemesi család tagja. Apja szülei a nemzetiszocialista ifjúsági vezető Baldur von Schirach és Henriette von Schirach, született Hoffmann voltak. Amerikai dédanyja Henry Middleton és John Parker leszármazottja volt. Édesanyja Elke Ernst Fähndrich (meghalt 1945 áprilisában), aki Heinrich Himmlernek dolgozott, Gretl Wieshofer-Kiehn első házasságából való lánya volt. Gretl pedig Fritz Kiehn (1885-1980), a Reichstag egykori tagjának és az Efka-Werke cigarettapapír-gyár tulajdonosának lánya volt.
Münchenben és Trossingenben nőtt fel, a Kolleg St. Blasien jezsuita kollégiumban tanult, amelyről a katolikus egyházban elkövetett szexuális zaklatás kapcsán írt a Der Spiegelben. 1994-ben bonni tanulmányok, aacheni és berlini jogi gyakorlat után ügyvéd lett, büntetőjogra szakosodott. Von Schirach kiemelkedő ügyvédnek számít, és többek között a BND kémjét, Norbert Juretzkót, valamint az úgynevezett „Politbüro-perben” Günter Schabowskit képviselte. Figyelmet keltett a „liechtensteini adóügy” kapcsán, amelyben vádat emeltek a német szövetségi hírszerző szolgálat, a Bundesnachrichtendienst ellen, valamint amikor Klaus Kinski színész családja nevében panaszt tett a berlini adatvédelmi hivatalnál, mert az engedélyezte Kinski orvosi aktájának közzétételét. Schirach kizárólag a büntetőjog területén tevékenykedik.
2009 augusztusában a Piper Verlag kiadó gondozásában megjelent Verbrechen („Bűncselekmény”) című könyve. A könyv 54 hétig szerepelt a Der Spiegel bestsellerlistáján. A történetek gyűjteménye az ő kamarai ügyein alapult. A könyv jogait több mint 30 országba értékesítették.
2010 augusztusában jelent meg második könyve, a Schuld („Bűntudat”), szintén a Piper Verlag gondozásában, és ismét von Schirach mindennapi ügyvédi tapasztalataiból merítő novellákat tartalmaz.
2011 szeptemberében a Piper Verlag kiadta Schirach harmadik könyvét, Der Fall Collini („A Collini-ügy”) címmel, amely a Der Spiegel bestsellerlistáján a második helyre került. A könyvben egy Schirach nagyapjáról mintázott szereplő szerepel. Hans Meyer iparmágnás meggyilkolásáról szól, aki náci tiszt volt Olaszországban. A könyv ellentmondásos módon foglalkozik azzal, hogy a második világháború utáni németországi igazságszolgáltatás néha túlságosan enyhén bánt az egykori nácikkal. A művet 2019-ben filmre adaptálták.
Azóta megjelent egy újabb három novellából álló Carl Tohrbergs Weihnachten („Carl Tohrberg karácsonya”) gyűjteménye, egy második, Tabu („The Girl Who Wasn't There”) című regénye, a Der Spiegel számára írt esszégyűjtemény Die Würde ist antastbar („A méltóság sérthető”, utalva a német alkotmány első mondatára) és a Terror című színdarab. A darab egy légierő pilótájának bírósági tárgyalását állítja színpadra, akit tömeggyilkossággal vádolnak, miután lelőtt egy eltérített polgári repülőgépet, amely egy futballstadionba akart zuhanni. A nézők esküdtszékként működnek közre, és szavaznak az ítéletről, amely alapján a darab végén az ítélet megszületik.
2018-ban Strafe (Büntetés) címmel újabb, tizenkét novellából álló gyűjteményt adott ki. Mint a Deutschlandfunk Kulturnak adott interjújában kifejtette, hogy a Strafe a Verbrechen és Schuld című kötetekkel megkezdett trilógiáját zárja le; mindig is így tervezte. A kötetek mindegyike megfelel egy büntetőbíróságon benyújtott vádirat vizsgálati sorrendjének.

## Könyvei
- Verbrechen, 2009
- Schuld, 2010
- Der Fall Collini, 2011
- Carl Tohrberg, 2012
- Tabu, 2013
- Die Würde ist antastbar, 2014
- Die Herzlichkeit der Vernunft, 2017
- Strafe, 2018
- Kaffee und Zigaretten, 2019
- Trotzdem, 2020
- Jeder Mensch, 2021
- Nachmittage, 2022

### Színdarab
- Terror, 2015
- Gott, 2020

### Magyarul megjelent
- Bűnös? (Verbrechen) – Partvonal, Budapest, 2010 · ISBN 9789639910485 · Fordította: Várnai Péter
- Ártatlan? (Schuld) – Partvonal, Budapest, 2011 · ISBN 9789639910782 · Fordította: Várnai Péter
- Collini nem beszél (Der Fall Collini) – Partvonal, Budapest, 2013 · ISBN 9786155283246 · Fordította: Várnai Péter
- Büntetés? (Strafe) – Partvonal, Budapest, 2020 · ISBN 9786156058171 · Fordította: Várnai Péter

### Film adaptációk
- Glück, 2012
- Verbrechen, 2013
- Schuld, 2014–2019
- Terror – Ihr Urteil, 2016
- Der weiße Äthiopier, 2016
- Asphaltgorillas, 2018
- Der Fall Collini, 2019
- Gott, 2020
- Feinde, 2021
- Glauben, 2021
- Sie sagt. Er sagt., 2024

## Fordítás
- Ez a szócikk részben vagy egészben  a   Ferdinand von Schirach című angol Wikipédia-szócikk fordításán alapul.  Az eredeti cikk szerkesztőit annak laptörténete sorolja fel. Ez a jelzés csupán a megfogalmazás eredetét és a szerzői jogokat jelzi, nem szolgál a cikkben szereplő információk forrásmegjelöléseként.